# Визнання Голодомору геноцидом

— Країни, які офіційно визнали Голодомор актом геноциду.
— Країни, які офіційно засудили Голодомор, як акт винищення людства.
— Країни, які офіційно не визнали Голодомор актом геноциду.

Станом на червень 2023 року Голодомор визнали геноцидом українського народу 32 країни світу, Європейський парламент, уряд частково визнаної Чеченської республіки Ічкерія та 6 церков (Католицька церква, УГКЦ, Константинопольська православна церква, УПЦ КП, Українська автокефальна православна церква та УПЦ МП). Верховна Рада України ухвалила закон «Про Голодомор 1932—1933 років в Україні» 28 листопада 2006 року.
Автор терміна «геноцид» та один з ініціаторів визначення геноциду в правових термінах — Рафал Лемкін — вважав Голодомор геноцидом українського народу.
Не всі дослідники погоджуються з класифікацією Голодомору геноцидом українського народу (див. Заперечення Голодомору). Існує думка, що на відміну від Голокосту, Голодомор не був направлений на винищення цілої нації, жертви не підлягали особистому вбивству, що Голодомор був запланований та втілений на основі політичних розрахунків, а не расових чи етнічних переконаннях. Проте за кількістю жертв та з урахуванням обставин, Голодомор — єдина подія XX століття, яку можна порівняти з двома іншими найбільш дослідженими випадками геноциду: геноцидом вірмен та Голокостом.

## Точки зору
Можна спрощено представити дві точки зору на питання визнання Голодомору геноцидом. Прибічники визнання вважають Голодомор штучно організованим з метою приборкати спротив українського народу насильницькій колективізації та знищити національний дух українського села, який залишався великою перешкодою створенню нової імперії, де домінувала би Росія. Противники визнання, погоджуючись зі злочинною політикою сталінізму, яка спричинила масовий голод (див. Заперечення Голодомору), пропонують розглядати всі масові голоди 1931—1933 рр. (в Казахстані та Україні, в частині Західного Сибіру, Поволжі та Кубані) як складне явище, спричинене, на додачу до політики Сталіна, багатьма факторами, від складного геополітичного становища до форсованої модернізації та індустріалізації.
Андреа Ґраціозі пропонує, спираючись на сучасні дослідження, розглянути можливість трактування подій 1932—1933 за межами двох альтернатив. На його думку, голод в Україні має деякі особливості, які виокремлюють його від голоду в СРСР в 1931—1933 рр. Останній став небажаним та неочікуваним наслідком ідеологічно визначеної політики починаючи з 1929 року: примусова колективізація (разом з примусовим оселенням кочових та напів-кочових племен в Казахстані); розкуркулення; впровадження колгоспів; зависокі норми заготівель. До літа 1932 року голод в Україні був схожий на масовий голод в інших регіонах СРСР, де він розпочався трохи раніше. Однак, від літа 1932 голод в Україні набуває особливих рис, коли Сталін вирішує використати голод як зброю. Як свідчить листування Сталіна влітку 1932 року, він підозрював широкий фронт спротиву від рядових колгоспників до високопоставлених комуністів, які саботували поставки хлібу на експорт та в міста.

### Визначення
Геноцид визначений у Конвенції про запобігання злочину геноциду і покарання за нього від 9 грудня 1948 р. (ратифікована УРСР 22 липня 1954 р.):
|  | У цій Конвенції під геноцидом розуміються такі дії, що вчинюються з наміром знищити, повністю або частково, будь-яку національну, етнічну, расову, або релігійну групу як таку: - a) вбивство членів такої групи; - b) завдання важких тілесних ушкоджень або розумового розладу членам такої групи; - c) навмисне створення для будь-якої групи таких життєвих умов, які розраховані на повне або часткове її знищення; - d) заходи, розраховані на запобігання дітонародження в середовищі такої групи; - е) насильницька передача дітей з однієї людської групи до іншої. |

Це визначення стало продуктом компромісу серед делегатів від різних країн. Радянська делегація наполягла та домоглася усунення соціальних і політичних груп з Конвенції.
Також в українському законодавстві геноцид визначений у частині 1 статті 442 Кримінального кодексу:
|  | Геноцид, тобто діяння, умисно вчинене з метою повного або часткового знищення будь-якої національної, етнічної, расової чи релігійної групи шляхом позбавлення життя членів такої групи чи заподіяння їм тяжких тілесних ушкоджень, створення для групи життєвих умов, розрахованих на повне чи часткове її фізичне знищення, скорочення дітонародження чи запобігання йому в такій групі або шляхом насильницької передачі дітей з однієї групи в іншу. |

Об'єктивна сторона цього злочину характеризується як діяння, спрямоване на повне або часткове знищення будь-якої національної, етнічної, расової чи релігійної групи шляхом:
1. позбавлення життя членів такої групи;
2. заподіяння їм тяжких тілесних ушкоджень;
3. створення для групи життєвих умов, розрахованих на повне або часткове її фізичне знищення;
4. скорочення дітонародження чи запобігання йому в такій групі;
5. насильницької передачі дітей з однієї групи в іншу.

Аналогічне визначення геноциду передбачене в «Конвенції про запобігання злочину геноциду та покарання за нього» від 9 грудня 1948 р., а також у статті 6 Римського Статуту міжнародного кримінального суду.
Створення для групи життєвих умов, розрахованих на повне або часткове їх фізичне знищення, може полягати в позбавленні групи продуктів харчування чи інших життєво важливих засобів існування, обмеженні або позбавленні медичної допомоги, створенні небезпечних для життя екологічних умов, насильницькому переселенні в непридатні для проживання місця тощо.

### Аргументи на користь визнання

#### Рафал Лемкін
Рафал Лемкін, співавтор правового визначення геноциду, вважав Голодомор класичним прикладом радянського геноциду, найдовшою та найширшою спробою русифікації та винищення української нації. Українська нація надто велика для простого винищення. Натомість, релігійні, інтелектуальні, політичні еліти досить малі та можуть бути винищені, і саме тому радянська влада застосувала звичний набір засобів: масове винищення, депортації, примусову працю, вигнання та голод.
В присвяченій питанням геноциду книзі, Лемкін розглядає проблему геноциду ширше за ухвалене згодом ООН визначення:
|  | Взагалі кажучи, геноцид не обов'язково значить швидке винищення нації, за винятком випадків, коли здійснюється масовими стратами всіх представників нації. Натомість, він більш призначений для позначення зкоординованого плану різноманітних заходів спрямованих на руйнування найважливіших основ для життя національних груп, з метою винищення цих груп. Серед цілей такого плану буде руйнування політичних та соціальних інститутів, культури, мови, національного почуття, релігії та економічного середовища національних груп, та знищення особистої безпеки, свободи, добробуту, гідності та навіть життя членів таких груп. Геноцид спрямований проти національної групи як такої, а заходи виконуються проти осіб не через їхні особисті риси, а через приналежність до національної групи. |

В українському геноциді Лемкін вбачає чотири складові, а саме:
- нищення української інтелігенції — мозку чи розуму нації аби паралізувати тіло нації. Основні удари були завдані в 1920, 1926 та 1932—1933 роках;
- ліквідація Української Православної Автокефальної Церкви — «душі України». Та сама доля спіткала Українську Католицьку церкву після окупації Західної України;
- Голодомор українського селянства — зберігача української культури, мови, традиції тощо. Українське селянство було покладено в жертву створенню однорідного радянського народу. Всупереч спробам виправдати Голодомор тяжкими наслідками колективізації та розкуркулення, Станіслав Косіор в грудні 1933 року назвав головною загрозою радянської влади «український націоналізм»[17];
- заселення України іноетнічними елементами для радикальної зміни складу населення, розпорошення нації по всій Східній Європі.

Аналогічні заходи, на думку Лемкіна, були застосовані й до інших національних меншин Радянського Союзу. Ці заходи стали елементом розширення Радянської Імперії, оскільки ними швидко забезпечувалась однорідність багатоетнічного населення Радянського Союзу.
Здатність до неупередженого ставлення Лемкіна до питання Голодомору була піддана сумніву Антоном Вайс-Вендтом, оскільки він матеріально залежав від спільнот емігрантів зі Східної та Центральної Європи й у своїй боротьбі за ратифікацію конвенції підлаштовувався під обставини і трактував термін відповідно до потреб моменту. Однак, 2008 р. професор Стівен Якоб висловив незгоду з інтерпретацією Вайс-Вендта.

#### СБУ та Апеляційний суд Києва
22 травня 2009 року Головне слідче управління Служби Безпеки України порушило кримінальну справу за ознаками злочину, передбаченого частиною 1 статті 442 Кримінального кодексу України за фактом здійснення посадовими особами геноциду в Україні у 1932—1933 роках, від якого загинули мільйони громадян.
13 січня 2010 року Апеляційний суд міста Києва підтвердив висновки слідчих Служби безпеки України про організацію вчинення в 1932—1933 роках на території УСРР керівництвом більшовицького тоталітарного режиму — Сталіним, Молотовим, Кагановичем, Постишевим, Косіором, Чубаром і Хатаєвичем — геноциду української національної групи, тобто штучного створення життєвих умов, розрахованих на її часткове фізичне знищення, та закрив кримінальну справу на підставі пункту 8 частини 1 статті 6 Кримінально-процесуального кодексу України, у зв'язку з їхньою смертю.
Було доведено, що зазначені керівники більшовицького тоталітарного режиму організували та вчинили геноцид в Україні, створивши життєві умови, розраховані на фізичне знищення частини української національної групи, використавши для цього наступні механізми та способи:
- встановлення для України плану хлібозаготівлі до такого високого рівня, за яким цей план не міг бути реально виконаний, а якщо і виконувався — то тільки насильницьким шляхом із застосуванням репресій і за рахунок повного вилучення у селян зерна, насіннєвих запасів;
- занесення районів, населених пунктів, колгоспів, сільських рад на «чорні дошки», тобто блокування їх військами, недопущення виїзду населення за межі цих територій, повне вилучення продуктів харчування та заборона торгівлі;
- ізоляція території України спеціальними озброєними загонами, військовими частинами та міліцією;
- обмеження вільного пересування селян з метою пошуку продовольства та заборона листування;
- запровадження «натуральних штрафів»;
- проведення постійних обшуків з вилученням зерна, насіннєвих запасів, майна, одягу, всіх продуктів харчування, готової їжі;
- посилення заходів кримінальної репресії, включаючи розстріли осіб, які під час вилучення зерна, м'яса, картоплі, соняшника та інших продуктів харчування чинили опір владі.

Згідно з Висновком судової науково-демографічної експертизи Інституту демографії та соціальних досліджень ім. М. В. Птухи Національної академії наук України від 30 листопада 2009 року внаслідок вчиненого геноциду в Україні загинуло 3 млн. 941 тис. осіб, з них: протягом лютого — грудня 1932 року — 205 тис. осіб, у 1933 році — 3 598 тис. осіб, у першій половині 1934 року — 138 тис. осіб.
Встановленими фактичними обставинами справи доведено, що об'єктом злочинних дій вказаних в постанові осіб була саме безпека існування частини української національної групи, що підтверджується зібраними і перевіреними доказами створення для неї життєвих умов, розрахованих на її часткове фізичне винищення шляхом здійснення в Україні Голодомором, внаслідок чого було знищено 3 млн. 941 тис. осіб.
За нормами чинного українського національного та міжнародного законодавства національна група (нація) — це така, що історично склалася, стійка спільнота людей, для якої характерні спільна територія, економічні зв'язки, своя мова, відмінні особливості побуту, культури, духовності.
Частина української національної групи, проти якої в 1932—1933 роках було спрямовано злочин геноциду, повністю відповідає усім зазначеним ознакам.
Зібраними органом досудового слідства фактичними даними підтверджено, що організований та вчинений злочин геноциду був спрямований не проти представників інших національностей, які теж постраждали від Голодомору 1932—1933 років але в набагато меншій кількості, ніж етнічні українці, а саме проти частини української нації.
Беззаперечно доведено, що Голодомор вказаними особами було сплановано і здійснено як один з етапів спецоперації проти частини української національної групи як такої, оскільки саме українська нація, а не національні меншини, виступала суб'єктом державотворчого самовизначення і лише вона могла реалізувати закріплене Конституцією СРСР 1924 року право на самовизначення шляхом виходу з СРСР і утвердження незалежної української держави. Саме тому безпосереднім об'єктом Голодомору 1932—1933 років стала українська національна група та її питомий складник — українські селяни.
За висновком органу досудового слідства — Головного слідчого управління Служби безпеки України — керівництво радянського режиму з метою придушення національно-визвольного руху в Україні та недопущення побудови і утвердження незалежної української держави, шляхом створення життєвих умов, розрахованих на фізичне винищення частини українців спланованим ними Голодомором 1932—1933 років, умисно організувало геноцид частини української національної групи, внаслідок чого було знищено 3 млн. 941 тис. осіб, тобто безпосередньо вчинили злочин, передбачений частиною 1 статті 442 Кримінального кодексу України.

#### Роман Сербин
Роман Сербин — канадський історик, політолог та дослідник проблеми Голодомору, вважає, що:
1. Голодомор є геноцидом.
2. Він є геноцидом українського народу.
3. Відомі дані про Голодомор задовольняють критеріям, визначеним Конвенцією ООН 1948 року.

## Хронологія визнання в Україні
Зі здобуттям незалежності в Україні розпочався процес визнання Голодомору геноцидом українського народу:
вересень 1993 р. — Виступ Президента України Леоніда Кравчука на міжнародній науковій конференціїКонференція відбулася у зв'язку з 60-ми роковинами Голодомору: «Я цілком погоджуюся з тим, що це була спланована акція, що це був геноцид проти власного народу. Але я тут не ставив би крапку. Так, проти власного народу, але за директивою з іншого центру. Очевидно, саме так слід трактувати цю страхітливу сторінку нашої історії».
24 листопада 2002 — Звернення Президента України Леоніда Кучми до українського народу у зв'язку з Днем пам'яті жертв Голодомору та політичних репресійГлава держави у Зверненні визнав Голодомор 1932—1933 років геноцидом українського народу, висловився за спорудження величного Меморіалу пам'яті його жертвам у Києві та закликав міжнародне співтовариство визнати Голодомор як геноцид українського народу та злочин проти людства.
28 листопада 2002 — Постанова Верховної Ради України № 258-IV «Про 70-ті роковини Голодомору в Україні»засудила «політику геноциду, що проводилася на державному рівні керівниками тоталітарного радянського режиму проти громадян України, національного духу, менталітету та генетичного фонду українського народу», передбачала проведення конкурсу на найкращий проєкт меморіалу жертвам Голодомору в Україні 1932—1933 років для його спорудження у Києві, забезпечення спорудження пам'ятників жертвам голодомору, сприяння створенню Міжнародного музею Голодомору під егідою ООН.
6 грудня 2002 — розпорядження Президента України Леоніда Кучми № 393 «Про додаткові заходи у зв'язку з 70-ми роковинами Голодомору в Україні»українському уряду доручено розпочати проєктування та спорудження Меморіального комплексу жертвам Голодомору 1932—1933 років, Міністерству закордонних справ доручали розпочати діяльність з міжнародного визнання Голодомору як геноциду українського народу та злочину проти людства.
6 березня 2003 — Постанова Верховної РадиУ Рекомендаціях парламентських слухань щодо вшанування пам'яті жертв Голодомору 1932—1933 років, схвалених Постановою Верховної Ради України від 6 березня 2003 року № 607-IV, зафіксовано визнання Голодомору 1932—1933 років в Україні як акту геноциду українського народу. Крім того, Верховна Рада України доручила уряду розв'язати комплекс питань, пов'язаних зі спорудженням у Києві Меморіального комплексу жертвам Голодомору 1932—1933 років, зокрема щодо його проєктування, відведення земельної ділянки та фінансування спорудження.
14 травня 2003 — Звернення до українського народу із визначенням Голодомору 1932—1933 років як геноцидуЗа результатами Спеціального засідання Верховної Ради України щодо вшанування пам'яті жертв Голодомору 1932—1933 років було прийнято Постанову № 789-IV, яка схвалила Звернення до українського народу із визначенням Голодомору 1932—1933 років як геноциду. Зокрема, у зазначеному Зверненні висловлено переконання, що в офіційному оприлюдненні правди про Голодомор 1932—1933 років провідна роль в умовах незалежності України відводиться державі; свідомо організований сталінським режимом Голодомор повинен бути публічно засуджений українським суспільством та міжнародним співтовариством як один з найбільших за кількістю жертв у світовій історії факт геноциду; «кваліфікація цієї Катастрофи української нації як геноциду має принципове значення для стабілізації суспільно-політичних відносин в Україні»; надання політико-правової оцінки Голодомору 1932—1933 років — певною мірою виконання громадянського, патріотичного обов'язку перед пам'яттю мільйонів людей, перед підростаючим поколінням.
11 липня 2005 — Указ Президента України Віктора Ющенка № 1087 «Про додаткові заходи щодо увічнення пам'яті жертв політичних репресій та голодоморів в Україні»окрім інших важливих положень, містить доручення уряду створити Український інститут національної пам'яті, а також підготувати і внести у встановленому порядку на розгляд Верховної Ради України законопроєкт щодо політико-правової оцінки голодоморів в історії українського народу.
4 листопада 2005 — Указ Президента України Віктора Ющенка № 1544 «Про вшанування жертв та постраждалих від голодоморів в Україні»передбачив створення Оргкомітету на чолі з Прем'єр-міністром України з відзначення 75-х роковин Голодомору 1932—1933 років в Україні та проведення низки інших заходів, зокрема прискорення підготовки та подання законопроєкту щодо політико-правової оцінки голодоморів в історії українського народу, здійснення додаткових заходів щодо визнання міжнародною спільнотою Голодомору 1932—1933 років в Україні як геноциду українського народу та однієї з найбільших трагедій в історії людства, розв'язання питання щодо спорудження в Києві Меморіалу пам'яті жертв голодоморів в Україні, прискорення утворення Українського інституту національної пам'яті.
12 жовтня 2006 — Указ Президента України Віктора Ющенка року № 868 «Про відзначення у 2006 році Дня пам'яті жертв голодоморів та політичних репресій»затвердив Оргкомітет з відзначення 2006 року Дня пам'яті жертв голодоморів та політичних репресій, передбачив 25 листопада 2006 року приспущення Державного Прапора на території країни, оголошення Загальнонаціональної хвилини мовчання та низку інших заходів, зокрема прискорення проєктування та спорудження Меморіального комплексу пам'яті жертв Голодомору, активізацію роботи з визнання міжнародною спільнотою Голодомору 1932—1933 років в Україні як геноциду українського народу та однієї з найбільших трагедій в історії людства.
28 листопада 2006 — V скл. ВРУ ухвалило Закон України «Про Голодомор 1932—1933 років в Україні»в законі Голодомор визнано геноцидом українського народу. За це не проголосували лише члени фракції Партії регіонів та Комуністичної партії України.

## Міжнародне визнання

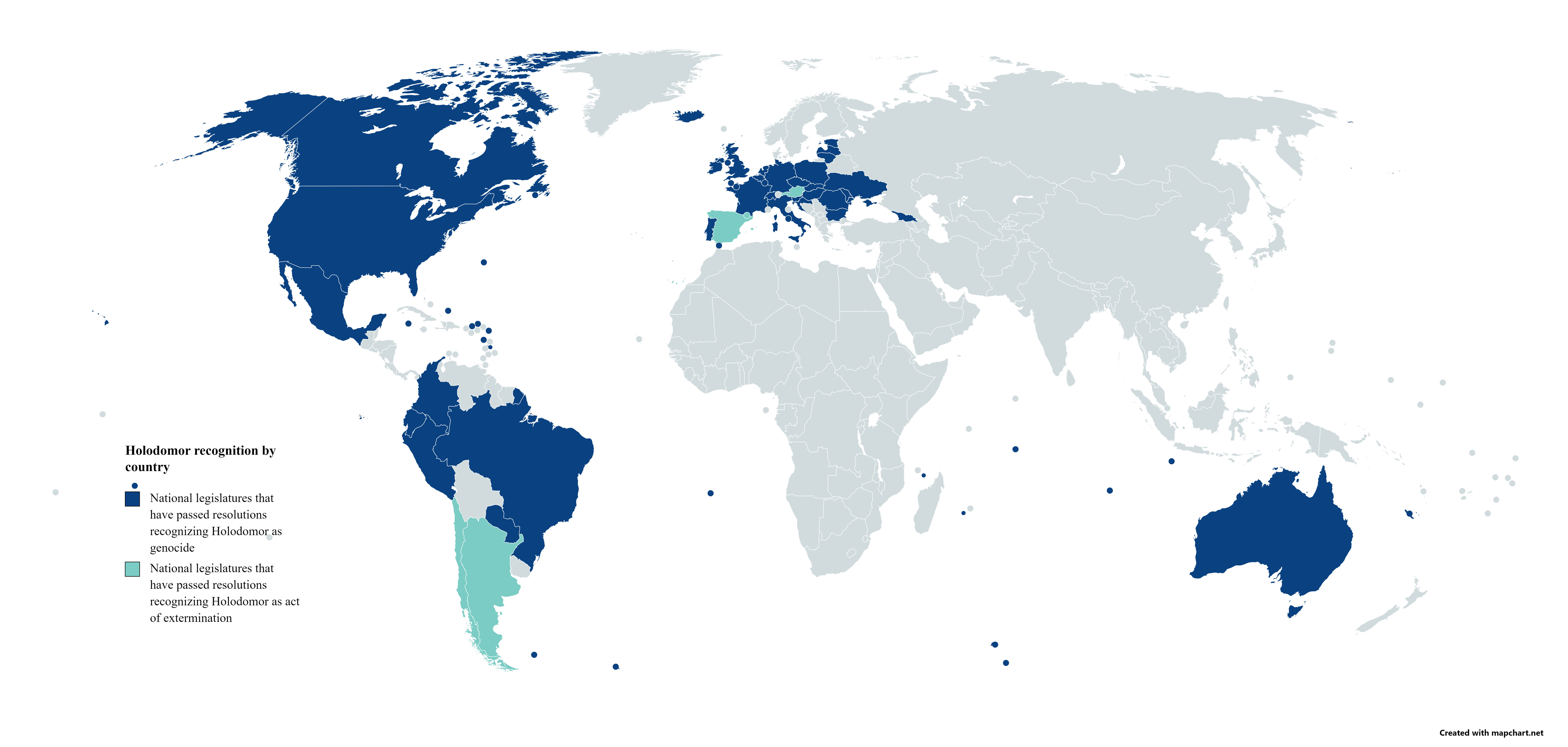
— Держави, які офіційно визнали Голодомор актом геноциду.
— Держави, які офіційно засудили Голодомор, як акт винищення людства.
— Держави, які офіційно не визнали Голодомор актом геноциду і не засудили його.

### Хронологія визнання Голодомору геноцидом
Голодомор в Україні 1932—1933 років офіційно визнали геноцидом українського народу 32 держави (з них станом на 24 лютого 2022 року — 17 держав) і Європейський парламент. Найбільше — в 2022 році (6 держав) та в 2023 році (9 держав станом на 21 червня):

#### 1991—1994:Леонід Кравчук
- Естонія (20 жовтня 1993)
- Австралія (28 жовтня 1993)

#### 1994—2005:Леонід Кучма
- Канада (20 червня 2003)
- Угорщина (26 листопада 2003)
- Ватикан (2 квітня 2004)

У листопаді 2003 року 58-ма сесія Генеральної асамблеї ООН ухвалила «Спільну заяву з нагоди 70-ї річниці Великого голоду 1932—1933 років», де він визнавався національною трагедією українського народу. За ухвалення Спільної заяви проголосували 64 держави-члени ООН, у тому числі Росія.
У 2004 році ряд країн, зокрема Італія, в офіційних зверненнях засудили Голодомор, як акт винищення людства, вчинений тоталітарним сталінським режимом, або вшанували пам'ять його жертв.
2005 року пам'ять жертв Голодомору вшанувала Українська автокефальна православна церква.

#### 2005—2010:Віктор Ющенко
- Литва (24 листопада 2005)
- Грузія (20 грудня 2005)
- Україна (28 листопада 2006)
- Польща (4 грудня 2006)
- Перу (19 жовтня 2007)
- Парагвай (25 жовтня 2007)
- Еквадор (30 жовтня 2007)
- Колумбія (21 грудня 2007)
- Мексика (19 лютого 2008)
- Латвія (13 березня 2008)

У 2007 році В Бразилії Голодомор був згаданий на Національному Конгресі.
30 листопада 2007 року в Чехії була прийнята постанова Палати депутатів з нагоди 75-х роковин Голодомору в Україні 1932—1933 років.
23 жовтня 2008 року Європарламент визнав Голодомор в Україні злочином проти людства і висловив співчуття українському народу. 15 грудня 2022 року Європарламент визнав Голодомор 1932—1933 років геноцидом українського народу.
В 2003, 2006 та 2008 роках, в США питання Голодомору в Україні 1932—1933 років розглядалося неодноразово, в тому числі, з прийняттям відповідних резолюцій, наприклад, Резолюції до 75-ї річниці Голодомору, який убив мільйони українців у 1932-33 роках.
2008 року визнала Голодомор геноцидом Українська православна церква — Київський патріархат, Українська православна церква (Московський патріархат), Константинопольська православна церква.

#### 2010—2014:Віктор Янукович
28 квітня 2010 року Парламентська асамблея Ради Європи схвалила резолюцію про вшанування пам'яті загиблих в результаті голоду 1932—1933 років в Україні та інших республіках колишнього Радянського Союзу, вшанувавши пам'ять загиблих від голоду і засудивши жорстоку політику сталінського режиму. ПАРЄ також зазначила, що «в Україні, яка постраждала найбільше від насильницької колективізації, Голодомор визнаний геноцидом рішенням Верховної Ради».

#### 2014—2019:Петро Порошенко
- Португалія (2 березня 2017)
- США (4 жовтня 2018 Сенат, 11 грудня 2018 Палата представників)

20 вересня 2017 року Президент України Петро Порошенко, в ході загальних дебатів 72-ї сесії Генеральної асамблеї Організації Об'єднаних Націй закликав держави-члени ООН визнати Голодомор в Україні в 1932—1933 роках геноцидом українського народу. «Я закликаю держави-члени ООН прийняти власне історичне рішення про визнання Голодомору актом геноциду», — заявив він.
4 жовтня 2018 року Сенат США одностайним рішенням ухвалив двопартійну резолюцію, в якій Голодомор 1932—1933 рр. визнається геноцидом українського народу. «Сенат США одностайним рішенням ухвалив двопартійну резолюцію, яка стала першим в історії правовим актом Конгресу США, де Голодомор 1932—1933 років визнається геноцидом українського народу», — про це повідомило посольство України у США. А 12 грудня 2018 року Палата представників Конгресу Сполучених Штатів одноголосним рішенням ухвалила резолюцію, у якій Голодомор 1932—1933 років визнається штучно створеним та визначається як геноцид українського народу.

#### з 2019:Володимир Зеленський
- Чехія (6 квітня 2022)
- Бразилія (26 квітня 2022)
- Ірландія (24 листопада 2022)
- Молдова (24 листопада 2022)
- Румунія (24 листопада 2022)
- Німеччина (30 листопада 2022)
- Європейський Союз (15 грудня 2022)

- Болгарія (1 лютого 2023)
- Бельгія (10 березня 2023)
- Словенія (23 травня 2023)
- Велика Британія (25 травня 2023)
- Ісландія (23 березня 2023)
- Франція (28 березня 2023)
- Люксембург (13 червня 2023)
- Хорватія (Уряд 15 червня, Сабор 29 червня 2023)
- Словаччина (20 червня 2023)
- Нідерланди (7 липня 2023) (Палата представників)
- Італія (26 липня 2023) (Сенат)[46]
- ПАРЄ (жовтень 2023)[47]
- Уельс (25 жовтня 2023)[48]

- Швейцарія (24 вересня 2024 — Національна рада Швейцарії)[49][50]
- Парламентська асамблея Ради Європи (ПАРЄ)[51]

26 травня 2021 року штат Техас (США) на місцевому законодавчому рівні визнав Голодомор 1932-33 років геноцидом українського народу та визначив листопад 2021 року місяцем пам'яті про жертв цієї трагедії. Таким чином, Техас став 23-ім американським штатом, який визнав геноцидом Голодомор 1932-33 років в Україні.
25 листопада 2022 року Голодомор 1932-33 років був визнаний геноцидом українського народу  Об'єднаним перехідним кабінетом Білорусі.
26 листопада 2022 року Президія уряду Чеченської республіки Ічкерія визнала Голодомор геноцидом українського народу. Про це було зазначено у повідомленні на сайті Президії уряду Чеченської Республіки Ічкерія.
30 листопада 2022 року німецький Бундестаг проголосував за резолюцію, яка визнає Голодомор геноцидом українського народу.
15 грудня 2022 року Парламент Австрії ухвалив резолюцію «Про запобігання голоду та дефіциту як зброї війни проти цивільного населення», у якій засудили Голодомор 1932-33 років як «жахливий злочин». Також 15 грудня 2022 року Європарламент проголосував за резолюцію про визнання Голодомору 1932—1933 років геноцидом українського народу.
31 січня 2023 року Болгарія визнала Голодомор 1932—1933 років геноцидом українського народу.
10 березня 2023 року Палата представників Бельгії ухвалила резолюцію про визнання Голодомора, як геноциду.
17 травня 2023 року Сенат Франції, слідом за нижньою палатою парламенту, Національною асамблеєю Франції, схвалив резолюцію про визнання Голодомору 1932—1933 років геноцидом українського народу.
23 травня 2023 року Парламент Словенії ухвалив декларацію, яка визнає Голодомор геноцидом українського народу.
25 травня 2023 року Парламент Великої Британії ухвалив резолюцію про визнання Голодомору 1932—1933 років геноцидом українського народу. Відповідне рішення ухвалено Палатою громад у Лондоні одноголосно.
13 червня 2023 року Палата депутатів Люксембургу визнала Голодомор 1932—1933 років геноцидом українського народу.
15 червня 2023 року Уряд Хорватії визнав Голодомор 1932—1933 років геноцидом народу України, а 28 червня 2023 року Парламент Хорватії ухвалив декларацію про визнання Голодомору 1932—1933 років геноцидом українського народу.
20 червня 2023 року Парламент Словаччини визнав Голодомор 1932—1933 років геноцидом народу України.
7 липня 2023 року Палата представників парламенту Нідерландів визнала Голодомор 1932—1933 років геноцидом українського народу.
26 липня 2023 року Сенат Італії визнав Голодомор 1932—1933 років геноцидом українців.
12 жовтня 2023 року ПАРЄ проголосувала за визнання Голодомору актом геноциду українського народу.
25 жовтня 2023 року Парламент Уельсу визнав Голодомор 1932—1933 років геноцидом українського народу.
17 листопада 2023 року штат Айова став 33-м штатом США, який визнав Голодомор 1932-33 років геноцидом українського народу.
18 листопада 2023 року штат Нью-Йорк став 34-м штатом США, який визнав Голодомор 1932-33 років геноцидом українського народу.
24 листопада 2023 року Атлантична канадська провінція Острів Принца Едварда визнала Голодомор актом геноциду українців, ставши останньою провінцією Канади з усіх десяти, які це зробили.
Станом на 25 листопада 2023 року, згідно повідомлення видання «Голос Америки», 35 штатів США визнали Голодомор геноцидом українців.
25 листопада 2023 року спікер парламенту Фінляндії Юссі Галла-аго під час виступу в Верховній Раді повідомив, що глави всіх дев'яти парламентських фракцій разом із переважною більшістю депутатів підписали спільну заяву, в якій констатується, що є підстави вважати Голодомор геноцидом українського народу, скоєним радянською владою, і його варто називати таким — тобто геноцидом.
14 травня 2024 року Комітет у закордонних справах Конгресу депутатів Іспанії підтримав резолюцію про визнання Голодомору 1932—1933 років геноцидом українського народу. Під час голосування за резолюцію висловились 29 членів парламентського комітету, проти — чотири, ще один утримався.
29 червня 2024 року Парламентська асамблея ОБСЄ ухвалила резолюцію з визнанням дій Росії геноцидом українського народу та необхідністю деколонізації РФ.
24 вересня 2024 року Національна рада Федеральних зборів Швейцарії визнала Голодомор 1932—1933 років в Україні актом геноциду.
3 жовтня 2024 року ПАРЄ прийняла резолюцію, що підтверджує визнання Голодомору 1932—1933 років актом геноциду українського народу.

### За абеткою
- Австралія (28 жовтня 1993)[86]
- Бельгія (10 березня 2023)[87]
- Болгарія (1 лютого 2023)[88]
- Бразилія (26 квітня 2022)[89]
- Ватикан (2 квітня 2004)[90], 2003[91]
- Велика Британія (25 травня 2023)[92]
  -  Уельс (25 жовтня 2023)[93]
- Грузія (20 грудня 2005)[86]
- Еквадор (30 жовтня 2007)[86]
- Естонія (20 жовтня 1993)[86]
- Європейський Союз (15 грудня 2022)[25]
- Ірландія (24 листопада 2022)[94]
- Ісландія (23 березня 2023)[95]
- Італія (26 липня 2023)[46]
- Канада (20 червня 2003)[86]
- Колумбія (21 грудня 2007)[86]
- Латвія (13 березня 2008)[86]
- Литва (24 листопада 2005)[86]
- Люксембург (13 червня 2023)[96]
- Мексика (19 лютого 2008)[86]
- Молдова (24 листопада 2022)[97][98]
- Нідерланди (7 липня 2023) (Палата представників)[99]
- Німеччина (30 листопада 2022)[100][101]
- Парагвай (25 жовтня 2007)[86]
- Перу (19 жовтня 2007)/[86]
- Польща (4 грудня 2006)[86]
- Португалія (2 березня 2017)[102]
- Румунія (24 листопада 2022)[103]
- Словаччина (20 червня 2023)[104][105]
- Словенія (23 травня 2023)[106]
- США (4 жовтня 2018 визнання Сенатом, 11 грудня 2018 визнання Палатою представників)[107][108].
- Угорщина (26 листопада 2003)[86]
- Україна (28 листопада 2006)
- Франція (Національна асамблея — 28 березня 2023[109], Сенат — 17 травня 2023[110])
- Хорватія (Уряд 15 червня 2023[111][112], Сабор 29 червня 2023)
- Чехія (6 квітня 2022)[113][114]
- Швейцарія (24 вересня 2024 — Національна рада Швейцарії)[115][116]

Ще ряд країн в офіційних зверненнях засудили Голодомор як акт винищення людства, вчинений тоталітарним сталінським режимом або вшанували пам'ять його жертв, зокрема:
- Андорра (2009[117])
- Аргентина (2007[86])
- Бразилія (2007[118][119])
- Іспанія (2007[120])
- Італія (2004[121], 2007[122])
- Словаччина (2007[86])
- США (2003, 2006[86], 2008[123])
- Чехія (2007[124][86])
- Чилі (2007[125])
- Ірландія (2022[126])
- Молдова (2022[127])

#### Європейський Союз
15 грудня 2022 року Європарламент визнав Голодомор 1932—1933 років геноцидом українського народу:
|  | 1.а) Депутати Європарламенту рішуче засуджують ці дії, що призвели до смерті мільйонів українців, і закликають усі країни та організації, які ще не зробили цього, наслідувати їхній приклад і визнати його геноцидом; |

#### Штати США
22 травня 2017 Сенат штату Вашингтон прийняв резолюцію, яка визнає Голодомор геноцидом Автор Резолюції про визнання Голодомору — сенатор штату Вашингтон від Республіканської партії Марк Мілощіа (Mark Miloscia). За його словами, резолюція була прийнята завдяки тиску і впливу української діаспори.
Станом на 1 червня 2018 року, Голодомор вже визнали геноцидом 11 американських штатів: Вашингтон, Вісконсин, Іллінойс, Канзас, Массачусетс, Міссурі, Мічиган, Нью-Джерсі, Нью-Йорк, Орегон та Пенсільванія.
В червні 2018 року, штат Огайо визнав Голодомор 1932—1933 років геноцидом українського народу і став 12-м американським штатом, що визнає голодомор геноцидом українського народу.
У червні 2018 року в Палаті представників Конгресу США була представлена резолюція, в якій Голодомор 1932—1933 років визнається геноцидом українського народу. Проєкт резолюції приурочений до 85-ї річниці Голодомору 1932—1933 рр. в Україні. У документі наголошується, що події 1932—1933 рр. в Україні були спланованою акцією сталінського тоталітарного режиму, яка була спрямована проти українського народу, та кваліфіковані як геноцид.
4 жовтня 2018 року, Сенат США ухвалив двопартійну резолюцію, яка визнає Голодомор геноцидом українців та засуджує систематичні порушення прав українців, вчинені радянським режимом.
Також американський штат Іллінойс проголосив 2018 рік роком пам'яті жертв Голодомору, як геноциду українців. Губернатор штату Іллінойс Брюс Раунер видав прокламацію, яка проголошує 2018 рік роком пам'яті жертв Голодомору-геноциду 1932—1933 рр. в Україні.
13 жовтня 2018 року штат Юта офіційно визнав Голодомор геноцидом, 17 жовтня — Міннесота. 8 листопада — штат Вірджинія став 18 штатом, який приєднався до вшанування 85-х роковин Голодомору-геноциду 1932—1933 років в Україні. У відповідній прокламації, виданій губернатором шт. Вірджинія Ральфом Нортамом, йдеться: «Радянський лідер Й.Сталін та його тоталітарний режим вчинили акт геноциду шляхом штучного створення голоду через вилучення землі, зерна та тварин у українського народу» 19 листопада до визнання долучився штат Північна Кароліна. 20 листопада 2018 року до цього переліку доєднався штат Коннектикут, 27 листопада — штат Алабама, 30 листопада — штат Род-Айленд.
11 грудня 2018 року, Палата представників Конгресу США визнала Голодомор геноцидом українського народу.
26 травня 2021 року, штат Техас (США), на місцевому законодавчому рівні визнав Голодомор 1932—33 років геноцидом українського народу та визначив листопад 2021 року місяцем пам'яті про жертв цієї трагедії. Таким чином, Техас став 23-м американським штатом, який визнав геноцидом Голодомор 1932—33 років в Україні.
2 листопада 2023 року Голодомор визнали Вашингтон, Меріленд і Аризона. 13 листопада Голодомор визнав штат Вайомінг.
У листопаді 2023 року Айова став 33-м штатом, який визнав Голодомор 1932—1933 років актом геноциду українського народу.

#### Штати США за абеткою
- Айова (2023)
- Алабама (2018)
- Аризона (2023)
- Вашингтон (2017)
- Вірджинія (2018)
- Вісконсин (2017)
- Іллінойс (2018)
- Каліфорнія (2016)
- Канзас (2018)
- Коннектикут (2018)
- Луїзіана (2019)
- Массачусетс (2018)
- Меріленд (2023)
- Мічиган (2017)
- Міннесота (2018)
- Міссурі (2018)
- Нью-Джерсі
- Нью-Йорк (2018)
- Північна Кароліна (2018)
- Огайо (2018)
- Орегон (2018)
- Пенсільванія (2017)
- Род-Айленд (2018)
- Техас (2018)
- Юта (2018)
- Вайомінг (2023)

### Позиція церков
Геноцидом українського народу Голодомор визнають Католицька церква, УГКЦ, Константинопольська православна церква, УПЦ КП, Українська автокефальна православна церква та УПЦ МП. У Зверненні предстоятеля УПЦ (МП) Володимира Сабодана з приводу 80-річчя Голодомору (листопад 2013) наголошується, що це «одна з найбільш жахливих трагедій для України», яка сталася «не через пошесть чи неврожай», а тому що «Голодомор був однією з ланок репресивного ланцюга більшовицької влади».
Патріарх Філарет (Денисенко) у 85 роковини голодомору сказав: «Визнання Голодомору геноцидом — це те, що сьогодні утверджує нашу державу. Український народ укріпляється і зміцнюється. Нас знищували, а ми живі і не тільки живі, а й утверджуємося. Наші молоді хлопці на сході України захищають нашу  державу, віддаючи і тіло, і душу за нашу свободу. Це правда, бо в рабстві жити ми не хочемо і не будемо».

### Визнали злочином проти людяності

#### ПАРЄ
Парламентська асамблея Ради Європи (ПАРЄ) у пунктах 10-11 резолюції 1723 «Вшанування пам'яті жертв Великого Голоду (Голодомору) на території колишнього СРСР» від 28 квітня 2010 року визнала Голодомор «злочином Радянського режиму проти власного народу» та злочином проти людяності. Ось повний текст:
|  | 10. Асамблея вшановує пам'ять усіх загиблих у цій безпрецедентній людській катастрофі [згідно з пунктом 3 резолюції, мова йде про "масовий голод у хліборобних районах Радянського Союзу, що розпочався у 20-ті року і дійшов кульмінації у 32—33-му роках"] і визнає їх жертвами жорстокого злочину Радянського режиму проти власного народу. 11. Вона [ПАРЄ] рішуче засуджує жорстоку політику Сталінського режиму, що призвела до смерті мільйонів невинних людей, як злочин проти людяності. Вона рішуче відкидає будь-які спроби виправдати цю нещадну політику, які б цілі ці спроби не переслідували, та нагадує, що право на життя є невід'ємним. Оригінальний текст (англ.) 10. The Assembly honours the memory of all those who perished in this unprecedented human disaster, and recognises them as victims of a cruel crime of the Soviet regime against its own people. 11. It strongly condemns the cruel policies pursued by the Stalinist regime, which resulted in the death of millions of innocent people, as a crime against humanity. It resolutely rejects any attempts to justify these deadly policies, by whatever purposes, and recalls that the right to life is non-derogable. |

У пункті 5 резолюції 1723 мова йде про голод на території сучасної України. Стверджується наступне:
|  | 5. В Україні, що найбільш постраждала, найсильніший удар Великий Голод завдав селянству й мільйони одноосібних фермерів та члени їх сімей загинули від голоду, який спричинили колективізація, заборона переселення з уражених територій та конфіскація зерна й іншої їжі. Ці трагічні події називають Голодомор [виділено курсивом] (політично зумовлений голод) і визнаються законом України геноцидом проти українців. Оригінальний текст (англ.) 5. In Ukraine, which suffered the most, the peasantry was particularly hit by the Great Famine and millions of individual farmers and members of their families died of hunger following forced “collectivisation”, a ban on departures from the affected areas and confiscation of grain and other food. These tragic events are referred to as Holodomor (politically-motivated famine) and are recognised by Ukrainian law as an act of genocide against Ukrainians. |

Як зазначає інформаціна агенція УНІАН, ПАРЄ відмовилася назвати Голодомор геноцидом. Варто відзначити пункт 18 резолюції 1723:
|  | 18. Вона [ПАРЄ] також закликає органи влади цих країн [мова йде про Україну, Білорусь, Казахстан, Молдову та Росію — див. пункт 4 резолюції] домовитися щодо спільних дій, спрямованих на шанування пам'яті жертв Великого Голоду, незважаючи на їх національність. Оригінальний текст (англ.) 18. It furthermore encourages the authorities of all these countries to agree on joint activities aimed at commemorating the victims of the Great Famine, regardless of their nationality. |

#### Європейський Союз
Європарламент у «Резолюції Європейського Парламенту від 23 жовтня 2008 року щодо поминання Голодомору, штучного голоду в Україні (1932—1933)» визнав Голодомор в Україні злочином проти людства і висловив співчуття українському народу. Зокрема зазаначимо пункт 1.а) резолюції:
|  | 1.а) [Європарламент] визнає Голодомор (штучний голод 1932—1933 років в Україні) жахливим злочином проти народу України та проти людяності; 1.а) recognises the Holodomor (the artificial famine of 1932—1933 in Ukraine) as an appalling crime against the Ukrainian people, and against humanity; |

#### Генеральна асамблея ООН
У листопаді 2003 року 58-ма сесія Генеральної асамблеї ООН ухвалила «Спільну заяву з нагоди 70-ї річниці Великого голоду 1932—1933 років», де він визнавався національною трагедією українського народу. За ухвалення Спільної заяви проголосували 64 держави-члени ООН, у тому числі Росія. Проти визнання Голодомору геноцидом висловились представники Росії, які наполягали на тому, що Голодомор не був геноцидом українського народу.
Також Росія активно виступила проти включення до порядку денного 63-ї сесії Генеральної Асамблеї ООН (2008—09) резолюції, що оголошує голодомор геноцидом українського народу. За словами речника Російської Федерації при ООН, представники Росії активно роз'яснювали своїм зарубіжним партнерам історію питання, і це принесло результати: зокрема, 9 держав-членів ЄС не поставили підписи під українською декларацією.

### Не визнали

#### РФ
2008 року Держдума РФ прийняла заяву, в якій Голодомор був названий «предметом сучасних політичних спекуляцій», і таким, що «не має, і не може мати міжнародно встановлених ознак геноциду, і не має бути предметом сучасних політичних спекуляцій». Були названі такі аргументи проти визнання Голодомору геноцидом: відсутність свідчень етнічної спрямованості голоду, присутність серед мільйонів жертв представників різних народів та національностей переважно аграрних районів СРСР.

##### Тиск Росії на інші країни
Згідно з документами, оприлюдненими WikiLeaks, Президент Азербайджану Ільхам Алієв розповів у приватній розмові британському Принцу Ендрю що отримав документ від президента Медведєва, в якому зазначено, що якщо Азербайджан визнає Більшовицький штучний голодомор в Україні геноцидом в ООН, то «ви маєте забути про Нагірний Карабах взагалі». Такі безпрецедентні й ганебні факти втручання російських політиків та урядовців в політичні та міждержавні стосунки країн сусідів — непоодинокі, що й засвідчує Принц Ендрю.

#### Віктор Янукович
27 квітня 2010 р. на сесії ПАРЄ, одним з центральних питань якої було ухвалення резолюції, ініційованої у свій час Україною і присвяченої пам'яті жертв Голодомору, новообраний президент Віктор Янукович жодним словом не згадав про цю трагедію. Після виступу йому було поставлене запитання від Яако Тапані Лааксо (входить до групи об'єданих європейських лівих, колишній член компартії Фінляндії, відомий широкими зв'язками з КДБ та Штазі) щодо його думки стосовно Голодомору. Янукович відхилився від позиції держави, визначеної законом «Про Голодомор 1932—1933 років в Україні» та рішенням суду, натомість озвучив позицію делегації Росії:
|  | Це були наслідки сталінського тоталітарного режиму, ставлення до людей. Але визнавати Голодомор як факт геноциду стосовно одного чи іншого народу, ми вважаємо, буде неправильно, несправедливо. Це була трагедія, спільна трагедія народів, які колись входили в єдину державу — Радянський Союз. |

## Змінили рішення

### Британія
Парламентарі майже одностайно підтримали заклик Полін Латам про визнання Голодомору геноцидом, але у відповіді британського МЗС сказано, що уряд вирішив не змінювати позицію, згідно з якою термін «геноцид» у Лондоні офіційно використовують лише до злочинів у Сребрениці, Руанді, а також стосовно Голокосту. «Голодомор відбувся до схвалення Конвенції ООН щодо геноциду 1948 року, що визначила геноцид як концепцію міжнародного права, а міжнародне право не можна застосовувати ретроспективно», — сказано в роз'ясненні. Британські урядовці підкреслили що Голокост, хоч і відбувся до 1948 року, має винятковий статус, бо був підставою для юридичного визначення геноциду конвенцією.
7 листопада 2017 року представник МЗС Алістер Бурт заявив, що уряд використовував би щодо Голодомору термін «геноцид», якби таке визначення застосував будь-який британський суд. Проте урядовці також кажуть, що не бачать підстав ініціювання подібного судового процесу.
26 травня 2023 року парламент Британії визнав Голодомор 1932—1933 років геноцидом українського народу. У жовтні того ж року Парламент Уельсу визнав Голодомор геноцидом.